# 重甲機神 Baryon
《重甲機神 Baryon》是由台灣動畫工作室「乾坤一擊創意股份有限公司」所製作，由紀敦智、黃瀛洲導演所推出的原創機器人動畫末日幻想作品。是一部於2019年11月8日上映的台灣動畫電影，正式上映片名為《重甲機神：神降臨》（英語：Deus Ex Baryon），發行公司為威視電影。该片为台灣自製、首部以「台灣」為背景的末日幻想動畫電影。

## 劇情簡介
|                                  | 當我們不得不成為救世主 |
| ——《重甲機神：神降臨》，宣傳標語 |                        |

在近未來世界地球資源面臨枯竭，遼闊海洋成為開發新目標。某日，一位正義感十足的少年雷鳴海正駕駛著「重甲機兵」機器人在海底採集礦物樣本，突然無數衛星雷射砲光束從天而降，讓正在舉行巡迴演唱會的偶像歌手天音也意外遭受攻擊墜入海中，幸好被路過的雷鳴海所救。
突如其來的攻擊，將全世界所有武力先進國家摧毀殆盡，世界陷入潰滅狀態。但身處於台灣東北海深處的海底都市「鸚鵡螺市」，雖然躲過了雷射光束的攻擊，而以為雷射無法攻擊到的海底都市安全無虞，因此全世界殘存勢力向台灣集結，以深海為基地準備展開絕地大反攻，卻發現深海中還有更危險的「海底魔獸」正悄悄地向海底都市襲擊而來，雷鳴海率領著重甲機兵隊是否能成功拯救世界......

## 登場角色
雷鳴海
配音：江志倫（電影版）、莊汶錡（先行版）
本作男主角。19歲，台灣人，海底都市「鸚鵡螺市」的海底探勘人員。眼神跟眉宇有神，有著紅色高聳的髮梢的少年。熱愛重機及操縱機械，運動反應神經絕佳，個性熱血直率，對事物無所畏懼，遇到困難必定會勇往直前。
育幼院長大，名字由來是被遺棄時的隨身物。憧憬英雄而具正義感，人緣極佳，與朝永航一郎是好搭檔，對於台灣小吃異常執著。在劇情中屬於熱血過火但不失理智的角色。
為重甲機兵「Proton」、重甲機一號「Truth quark」以及重甲機神的主駕駛員，覺醒詞為「燒肉粽」。
苗天音（Siren）
配音：戴瑋嫺
本作女主角。18歲，廈門人，迅速竄紅的實力派偶像歌手。以星形飾件與漸層髮色來凸顯閃耀動人的形象，有著華麗大眼的少女，外表看來活潑天真，但內心有著不服輸的堅強意志。出身於漁村卻怕水不會游泳。
熱情粉絲譽為「地表無敵宇宙最強超新星」。具有超廣音域的歌唱表現能力及被稱為「絕對聽覺」的全方位聽音能力。因舉辦世界巡迴演唱會而來到台灣，參加海洋音樂祭。對音律有特殊敏感度的她，在攸關人類存亡的戰鬥中扮演重要的角色。
為重甲機二號「Charm quark」以及重甲機神RROTON的副駕駛兼搜查官。
艾瑞克·韋斯特蘭（Eric Westland）
配音：張騰
本作第二男主角。24歲，美國人，NASA研究員。目光銳利如狩獵中的凌厲老鷹，中長髮則像金黃色鷹羽，是個冷峻多謀型的帥哥。個性看似冷靜自持而不近人情，其實相當重視人與人間的羈絆，能夠洞察全局的沉著天才。與雷鳴海形成一冷一熱的強烈對比。
具有「學者症候群」，少年時期被稱「莫札特再世」的音樂天才，後來放棄音樂18歲時加入美國空軍，因故加入NASA。將統轄「鸚鵡螺市」的司空弦博士視為恩師，因運送美國的機密貨物而來到台灣。
為重甲機三號「Strange quark」以及重甲機神的駕駛員兼武器管制官。
朝永航一郎
配音：徐偉翔＆北村豐晴（日文台詞替聲）
22歲，日本人，海底都市「鸚鵡螺市」的研究員。腦袋機智且身手靈活，個性快活而熱情，是非常溺愛妹妹茉茉子的宅男。時常與雷鳴海搭檔出海進行海底資源探勘，對電腦與機械系統的整備也相當在行。是偶像歌手天音的超級死忠粉絲，為了參加天音的演唱會可以不惜一切。
司空弦
配音：夏治世（電影版）、孫誠（先行版）
50歲，台灣人，統轄海底都市「鸚鵡螺市」的科學會主席。作為物理及機械方面的超級天才，因主張外星人會毀滅世界且個性誇張狂妄，被世人視為「瘋狂科學家」，也是開發重甲機神的人。美國機密系統「瓦爾哈拉」的原設計者，於麻省理工學院與艾瑞克有師徒之宜。拒絕白宮首席科學顧問的職務邀約，於台灣主導「海底突進探索計畫」。某日因「浮報單據、詐領公款」的罪嫌遭檢察官蘇薏嵐逮捕。
傑克·麥克連（Jack McClane）
配音：康殿宏（電影版）、袁光麟（先行版）
59歲，美國人，環太平洋艦隊司令。身於軍人世家，凡事身先士卒而受到部屬愛戴的指揮官，其子為美國海軍飛行員約翰‧麥克連，看似位嚴厲的父親，其實相當疼愛兒子。出非常賞識曾擔任美國空軍飛行員的艾瑞克，但對司空弦博士的種種奇特行徑不以為然。
蘇薏嵐
配音：穆宣名（電影版）、吳曉蘆（先行版）
27歲，台灣人，特別檢察官。從小就走在菁英的道路上，20歲通過司法官考試，25歲就成為國會任命的特別檢察官。個性嚴肅正直且正義凜然，但對於自己顯得太過年輕的外表有著自卑情結，因而常表現出不知變通的固執。為追查案件而進入「鸚鵡螺市」，進入後與司空弦博士針鋒相對。
朴英愛（박영애）
配音：連思宇
29歲，韓國人，海底都市「鸚鵡螺市」的資深研究員，名義上是司空弦博士的特別助理，實質上是「鸚鵡螺市」日常業務的總管，一手攬起博士無暇顧及的大小事，平時大都坐鎮於「鸚鵡螺市」的指揮中心。外表看似溫柔優雅的傻大姊，做事卻相當幹練果斷，必要時更會呈現出「霸氣」的一面。
艾希薇婭·凱芙（Aishwarya Kaif）
配音：張乃文
27歲，印度人，進駐海底都市「鸚鵡螺市」的科學家，負責航道規劃、整合資料分析。是個身材火辣的美女。與朴特助是超級好的閨蜜。近日被母親每天催婚感到困擾。
胡筱涵
配音：楊詩穎
23歲，台灣人，海底都市「鸚鵡螺市」的研究人員，最強駭客，負責通訊聯絡、電腦模擬計算。戴眼鏡的少女，被認定為海底都市最強電玩高手，平日興趣刷新番看動畫，喜歡熱血作品但本人卻膽小怕事。
杜保羅
配音：宋昱璁
26歲，新加坡人，海底都市「鸚鵡螺市」的研究人員，負責海圖定位、海洋資源研究。喜歡死亡金屬樂，知識量儲備豐富，對於生死有自己的一套見解。最喜歡吐嘈阿海的食量。
派西絲
配音：嚴正嵐（電影版）
人工智慧系統，「瓦爾哈拉」的主控電腦，由司空弦博士所開發設計製作。該角原本預定由錢欣郁配音。
約翰·麥克連（John McClane）
配音：賈文安
24歲，美國人，海軍飛行員，傑克‧麥克連司令之子，也是艾瑞克舊時好友。個性開朗，戰技超群，曾在三軍聯合軍演時敗給擔任美國空軍飛行員的艾瑞克，因而一直尋求著和艾瑞克再度比賽的機會。
名字原型為《虎膽龍威》系列的主角約翰·麥克萊恩。
漢斯‧格魯伯（Hans Gruber）
配音：陳幼文（電影版）、王俊博（先行版）
52歲，美國人，美國太平洋艦隊副艦長，跟隨傑克艦長多年，有著深厚情誼。
名字原型取自《虎膽龍威》第一部的反派漢斯‧格魯伯。
朝永茉茉子（Tomonaga momoko）
配音：花澤香菜
16歲，日本人，女高中生，朝永航一郎的妹妹，生性非常認真的高中優等生，同時也是料理高手，平時的興趣是種植花草及研究料理。因假期關係來找海底都市的哥哥，卻遇上了這次危機。
紀香
配音：陳貞伃
年紀不明，台灣人，超導推進研究所的所長。足以跟司空弦匹敵的鬼才科學家，身軀嬌小的女性，年紀是不能說的秘密。喜歡吃胡蘿蔔跟甜甜圈。在這次危機中，掌握可以解決的公式。
楊聖凱、楊聖旋
配音：林沛笭（電影版）、黃聖凱（先行版）
12歲，台灣人，司空弦博士得力的左右手。雙胞胎兄弟聖凱頭腦聰明但非常毒舌嘴賤，幫無口的聖琁說出心裡的話。聖璇頭腦聰明但非常腹黑城府，不常說話的他由聖凱替他發言。
侯鳳起
配音：梁興昌（電影版）、蘇振威（先行版）
43歲，台灣人，中年等著退休的懶散檢察官，標準公務員的作風跟著蘇薏嵐一起來到海底都市調查司空弦。
瑪姬
配音：龍顯蕙
32歲，廈門人，天音的經紀人，相當的精明能幹。在某歌唱選拔挖掘天音並帶到演藝圈，強力的實力派偶像經紀人，訓練並保護天音並帶領踏入世界舞台。
天音母親
配音：馮嘉德
42歲，廈門人，天音的母親。住在小漁村的傳統女性，嚴厲但寵女兒的家長，對天音的夢想不抱期待。
其他配音員
- 劉傑

## 製作人員
前導片
- 導演：紀敦智（機器人設定/3D動畫/後製特效）、黃瀛洲（編劇）
- 美術設計：葉禮華（場景設計/駕駛艙設計/怪獸設定）
- 人物設定：余品翰[註 2]（主角設計/動畫完稿）、胡雅涵（主角設計/動畫完稿）
- 原畫師：吳東晟（動態設計/2D特效動畫）
- 動畫師：曾繁庭（動畫完稿）、王莉棋（動畫完稿）
- 3D技術總監：曾右任（機器人設定/3D 動畫/後製特效）
- 製片：徐雅竹（行銷公關/後製剪接）
- 動畫製作：乾坤一擊創意工作室[4]

先行版
- 導演：紀敦智（世界觀）、黃瀛洲（編劇）
- 美術設計：曾右任（場景設計/駕駛艙設計/怪獸設定）、紀敦智
- 色彩設計：胡雅涵（上色監督/小物設計/海報設計/排版設計）
- 人物設定：余品翰（主角設計/動畫完稿）、胡雅涵（人物設定輔佐）
- 機械設定：紀敦智、曾右任、林川圃
- 原畫師：余品翰、胡雅涵（2D原畫）、紀敦智（2D原畫/特效作畫）
- 動畫師：余品翰、胡雅涵、劉曉蓮、吳東晟、曾繁庭、許絜凱（2D動畫）
- 3D動畫：曾右任（CG技術總監）、黃品豪（建模/3D動畫）、紀敦智（3D動畫）
- 分鏡：紀敦智、余品翰
- 背景：紀敦智、胡雅涵、曾右任
- AE後製：紀敦智、余品翰（偶爾兼任）
- 企劃：王莉棋（行銷公關/流程管理）
- 動畫製作：乾坤一擊創意股份有限公司[4]

上映版
- 導演：紀敦智、黃瀛洲
- 編劇：施奇廷、許經夌、黃瀛洲
- 原案：施奇廷、許經夌
- 3DX後製：紀敦智
- 製片：黃瀛洲
- 動畫製作：乾坤一擊創意股份有限公司

## 歌曲
「回聲」
作詞：何宇勝／作曲：陳星翰、丁子恆

## 製作
2014年7月4日公開本作的製作計畫，同時發表首支前導預告宣傳影片。劇中場景主要以台灣為舞台背景的機器人戰鬥故事，動畫以2D和3D的方式呈現。
原定是26話的電視動畫故事劇本，在現實面製作時間考量上，改以動畫電影的方式推出。2019年9月27日，發布《重甲機神：神降臨》前導預告片，2019年10月17日，發布正式預告片。

### 源起
該工作室接受巴哈姆特記者專訪表示，最初是希望創造出連自己也喜歡的動畫作品，尤其希望是個超級系機器人動畫。由於製作團隊乾坤一擊創意工作室是一個不到六人的團隊，秉持著降低製作成本、盡可能提高作品品質、有效率的執行企劃三項準則，在製作過程中都是一人身兼數職、互相跨刀協助的方式進行製作。
擔任統籌製片的徐雅竹表示，雖然本作品的製作團隊是使用類似學生社團的少人數運作方式來進行，但在作品上想要呈現一個不侷限於學生製作的水準，但因為人數不多所以機動性也比較強，因此希望用這種少人數的高機動性，為產業帶來一個全新的模式。
故事原案、編劇、系列構成、科學考據部分則是有施奇廷（東海大學應用物理系教授）及許經夌（中原大學物理系教授）的參與；另外，這兩位教授也是傻呼嚕同盟的成員。

### 發展
在2016年1月展開募資時，第一集已完成約75%左右，募資資金主要是為了接下來幾集的製作。而過去在製作的過程中，擔任總監兼數製黃瀛洲表示公司也曾一度發不出薪水，申請政府的輔助也未果，必須支持者團隊與合作夥伴的援助。
在2016年1月8日於FlyingV發布募資計畫，募資計畫專案名為「重甲機神第一集《台灣人之不得不成為救世主！》22分鐘製作計畫始動！」，募資期間為2016年1月8日至2016年3月6日，募資目標金額為新台幣60萬元，募資開始後一週達標，最終募得金額為新台幣約為127萬元，目標達成率突破211％。。

### 構思
擔任導演的紀敦智表示，因為很多動畫的舞台都是發生在日本，所以希望製作一部將舞台設定在台灣的動畫，因此在本作中大家可以看到許多熟悉的場所，但怕過於本土倫於俗套，將時間設定在近未來，主要舞台是從台灣延伸出去的架空海底都市。而其中有趣的設定是，因為台灣土地太小連世界地圖上找不到，因此設定外星人攻擊地球時，會忽略台灣的存在。除此之外，台灣的印象常與海洋緊密相連，在這片海洋底下也還有太多還沒被探索到的地方，令人對其充滿想像空間，因此有了「海底都市」這個設定。
導演黃瀛洲接受甜寒訪問時表示其片的目標觀眾是青少年族群，而不是御宅族：「巴哈姆特論壇酸民之多，多到難以想像，但不知道為什麼還是一直靠過來。但他們真的不是我的目標族群」。黃瀛洲表示，制作组就是想做一個這種瘋狂「中二劇」，處理的方式类似昆汀·塔倫提諾，產生了一種魅力和趣味，「為了強調這兩件事情，很多時候我會犧牲劇情」。

### 設計
擔任角色設定的余品翰和胡雅涵表示，在主要角色的設定上，試著賦予兩位男主角一熱一冷的個性，才能有更多的互動和火花，在角色設定上有著一目瞭然的強性格，追求用少量而明確的特徵去表現。至於女主角一開始就決定好要以「偶像少女」為發想，來為作品增添亮麗的畫面。
作品中機械設定部分，最初是以工程機器人為原型所進行的改裝機，每次面對不同的怪獸都會有不同的裝備，導演表示超級系機器人巨大的重量感會是更重要的元素。
擔任本次作品主角機「霸律皇」機械設定的林川圃過去是本作導演紀敦智的合作夥伴，因為因緣際會受到邀請，才會接下主角機的機械設定。而最初以自由設計師的身分接下來的，在進入了「株式会社アストレイズ」之後才開始並完成最終設計。霸律皇的設計概念是以「船」為出發點的，也曾考慮過以潛水艦為概念，而霸律皇頭上的裝飾其實是船錨的演變。並在設計中添加可玩性跟趣味，如手部使用必殺技時的變形等。
擔任美術設計、場景以及怪獸設定的葉禮華表示，機艙的部分會由三名駕駛員來操縱不同的部分，每位駕駛員的駕駛艙也根據其個性與負責的功能來作設計。
黃瀛洲在國家電影中心週報的訪談中表示，片方標榜《重甲機神》是全台灣自製，收到了很多質疑，称為何不外包給日本、中國大陸，非要「弄出品質次等的東西」：「我覺得，對台灣作品最嚴格最多偏見的，不是別人，而是台灣人自己」。黃瀛洲表示，外包是不是等于「不是台灣自製」，因機器人本身就是非常「超級系」、不寫實的東西，不需要有太多細節，「我們一開始就放棄了對手繪製作技術的高要求，所以才選擇了機器人」。

### 音樂
擔任本作音樂總監的是金曲獎得獎製作人陳星翰，主動聯繫乾坤一擊尋求合作，並於線上發表一支MV作品，表示想如何呈現「Drumstep」這曲風的視覺，認為二次元跟電子音樂是密不可分的關係，能讓音樂與動畫合作一直也是他的計劃。
而本作更前往吉卜力工作室御用錄音室「PANDASTUDIO.TV」進行最後混音製作，由從業40年的住谷真負責。

### 配音
2015年8月26日開始徵選配音員，而本作配音人選打破了以往台灣配音員一人配多角模式，本作選用至少20名配音員，達成一人一角模式，並邀請台灣多位知名配音員參與其中。其中最大的亮點是邀請到日本知名聲優花澤香菜跨海配音。
導演黃瀛洲於YouTube頻道「半瓶醋」接受訪問時介紹花澤時称，该片的配音員十分優秀，「你將會看到前所未有台灣國配的實力也在重甲機神裡面」，為了要試這一個的差異，片方讓花澤配中文，「讓你知道配別國語言，即使再優秀的日本配音员一樣會產生某種的狀況」，更提到「花澤太可愛了，即使說中文有些奇怪但真的很可愛」。之後引起台灣網友不滿，認為導演有意圖污辱日本聲優。黃瀛洲於訪談過後在原頻道進行直播，並向網友和花澤道歉，以及在官方Facebook粉絲專頁也發表了公開道歉聲明。 花澤在一段影片表示她在配音前兩天才發現台詞跟原先說的不一樣，但沒提及電影的名稱。

## 宣傳

### 活動
2019年10月14日至11月14日舉辦《重甲機神：神降臨》校園巡迴講座。

### 行銷
2019年8月發行的電影預售套票中，附有一張電影交換券和一本角色前傳漫畫。

## 上映

### 試映和特映
在募資成功後完成第一集30分鐘先行版動畫，並於2016年7月2日在光點台北舉辦第一集試映會以感謝參與募資的群眾。
公開試映結束後，宣布繼續改為製作動畫電影，原計畫於2017年暑期推出，但最終延後至2018年才推出。於2018年10月11日擔任臺中國際動畫影展開幕片，以特映會形式在台公開首映。同年10月28日在高雄電影節上映。，另外10月27日在中研院亦舉辦免費試映。
2019年10月16日，於台北上映FlyingV募資感謝特映場。

### 正式上映
该片于2019年11月8日在台湾上映，上映近三周后在台北的周末票房累計54萬。

## 漫畫
除動畫電影之外，亦宣布漫畫版的計畫，預計由洪育府擔綱繪製。此外，於2019年8月發行角色前傳漫畫，共有天音篇和艾瑞克篇、雷鳴海篇及司空弦X航一郎篇，由海豹-Sealbelly、變種水母、JHC、陳奐中、籃寶等多位漫畫家繪製。

## 備註
1. ↑  台美中日四國聯合海洋資源探勘實驗中心
2. ↑  獲得第9回角川漫畫新人賞的台灣漫畫家。

## 外部連結
- 官方网站（繁體中文）
- 重甲機神 Baryon的Facebook專頁（繁體中文）
- YouTube上的重甲機神 2016 Flyingv募資影片（繁體中文）
- 互联网电影数据库（IMDb）上《重甲機神 Baryon》的资料（英文）
- 豆瓣电影上《重甲機神 Baryon》的資料 （简体中文）
- 重甲機神第一集《台灣人之不得不成為救世主！》22分鐘製作計畫始動！ （页面存档备份，存于）（繁體中文）